# A Skylit Drive
Gli A Skylit Drive sono stati un gruppo musicale statunitense formatosi a Lodi, California, nel 2007, e in attività sino al 2016.

## Storia del gruppo

### Primi album e la notorietà (2007-2013)
I membri originali del gruppo si conoscono alla "Lodi High School" di Lodi. L'idea di formare una band venne al batterista Cory La Quay. Dopo l'abbandono del cantante Michael "Jag" Jagmin, che decide di entrare a far parte degli Odd Project, la band ingaggia il cantante Jordan Blake per il loro EP di debutto, She Watched the Sky, pubblicato nel 2007 dalla Tragic Hero Records. In questo periodo la band si fa conoscere partecipando a vari concerti per gli Stati Uniti insieme ad altre band quali Blessthefall, Four Letter Lie, Scary Kids Scaring Kids, Alesana e From First to Last.
Dopo il ritorno di Jagmin alla voce, gli A Skylit Drive pubblicano il loro primo album in studio nel maggio 2008, intitolato Wires... and the Concept of Breathing. Dopo la rottura con la Tragic Hero Records, la band firma con la Fearless Records, con la quale ha pubblicato altri due album in studio: Adelphia, il 9 giugno 2009, e Identity on Fire, il 15 febbraio 2011. Sempre nel 2011 partecipano alla compilation Punk Goes Pop 4 con una loro reinterpretazione di Love the Way You Lie, originariamente di Eminem e Rihanna.
Nel settembre 2012 il chitarrista Joey Wilson lascia la band. Non viene scelto nessun sostituto, poiché il tastierista Kyle Simmons decide di occupare anche il ruolo di secondo chitarrista, mentre Nick Miller passa dalla chitarra ritmica a quella solista. Il 30 novembre successivo viene pubblicato il singolo Fallen. Tra il 2012 e il 2013 la band è negli studi di registrazione per realizzare il quarto album di inediti, Rise, poi pubblicato il 24 settembre 2013 dalla Tragic Hero Records, con cui la band è ritornata nel corso dell'anno precedente. Il disco vende 10 000 copie in una settimana, diventando il loro album dal miglior debutto commerciale.

### Il cambio di formazione e lo scioglimento (2014-2017)
Il 21 ottobre 2014 i due membri fondatori Brian White (basso e scream) e Cory La Quay (batteria e voce secondaria) annunciano sui loro profili Instagram di aver lasciato la band per motivi personali. Poche ore dopo i membri restanti del gruppo annunciano che gli A Skylit Drive non si scioglieranno, ma che anzi sono già al lavoro su un quinto album di inediti e che un nuovo disco acustico, intitolato Rise: Ascension, vedrà la luce nel gennaio 2015. Rise: Ascension viene anticipato dal singolo Pendulum - Acoustic, pubblicato il 29 ottobre 2014. Nel dicembre 2014 la band apre un'audizione per trovare un bassista o un chitarrista che sappia effettuare scream e, possibilmente, anche cantare melodicamente. In una chat tenuta su AbsolutePunk.net il 31 dicembre 2014, il cantante Michael Jagmin dichiara che sono già stati trovati due sostituti per White e La Quay. Questi si rivelano essere, nel marzo 2015, Brandon Richter (precedentemente nei Motionless in White) e Michael Labelle. Il primo singolo con la nuova formazione, intitolato Within These Walls, viene pubblicato il 10 marzo 2015, accompagnato da un video ufficiale. Nel luglio 2015 viene dato inizio ai preordini del quinto album di inediti del gruppo, intitolato ASD e successivamente pubblicato il 9 ottobre 2015. Alla fine del 2015 viene annunciato che Brandon Richter non farà più parte degli A Skylit Drive a causa di divergenze con gli altri componenti.
Nel 2017, dopo un'intensa attività dal vivo nel corso del 2016, il chitarrista Nick Miller annuncia sul profilo Facebook degli A Skylit Drive che il cantante Michael Jagmin non fa più parte della formazione. In risposta, Jagmin dichiara sul suo profilo Twitter di non essere affatto uscito dal gruppo, e che a causa di recenti incomprensioni con Miller e dei problemi finanziari affrontati recentemente dagli A Skylit Drive ha invece intenzione di far sciogliere il gruppo piuttosto che lasciarlo. Alcune settimane dopo sul profilo Twitter della band compare la scritta "RIP" e l'immagine del profilo viene sostituita con la scritta "2007-2016".
Il 24 giugno 2019 sui profili dei principali social network del gruppo viene pubblicata una foto e un video con su riportato "28/06": in tale data viene pubblicato il video ufficiale di un brano inedito della nuova band di Michael Jagmin, i Signals. Insieme al singolo Jagmin rilascia anche un'intervista ad Alternative Press dichiarando che gli A Skylit Drive non pubblicheranno più musica insieme a causa di divergenze sia di natura economica che personale avute sino al 2017 con Kyle Simmons.

## Formazione

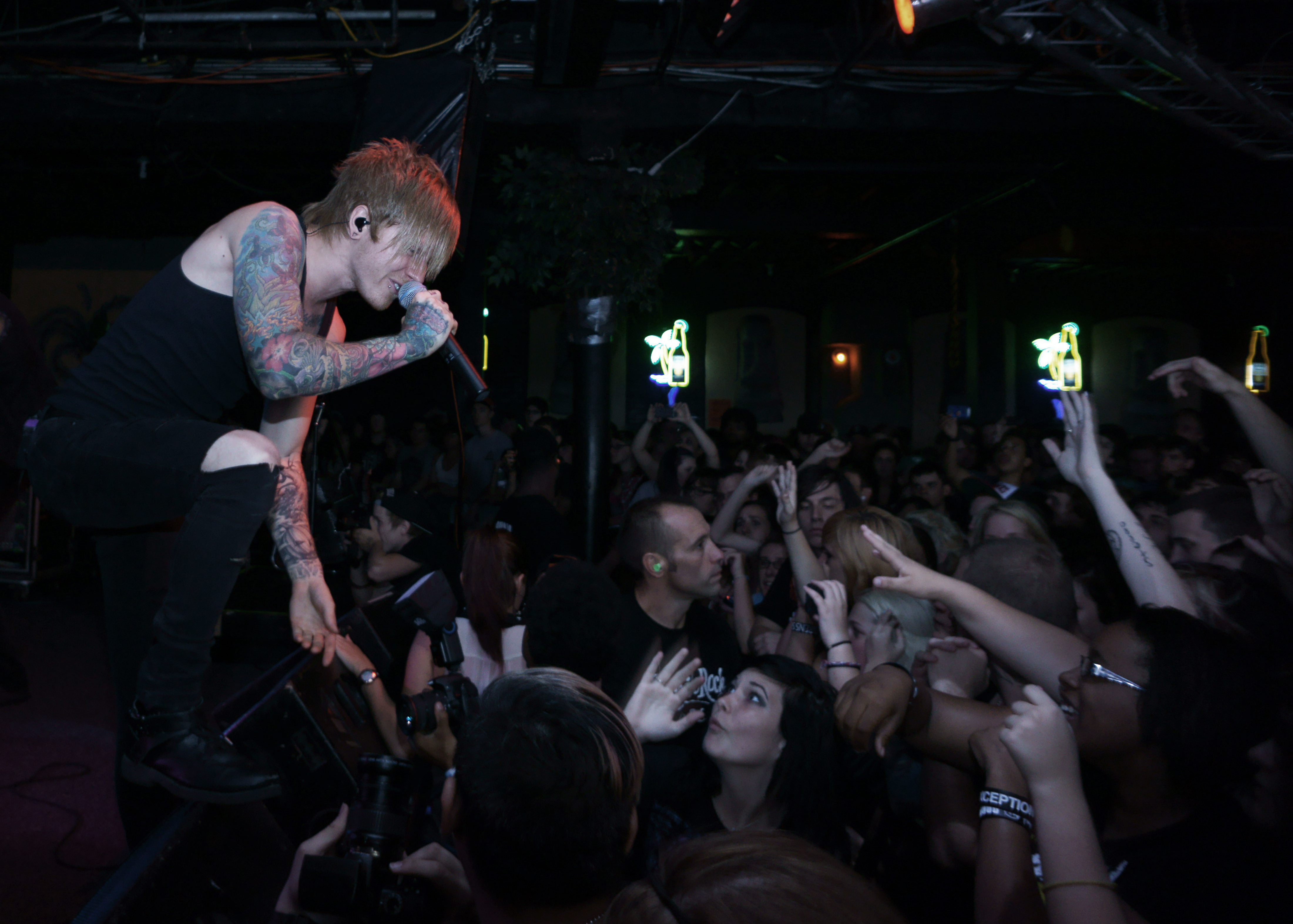
Il cantante Michael "Jag" Jagmin durante un concerto della band nel 2012

### Ultima
- Michael "Jag" Jagmin – voce (2008-2017)
- Nick Miller – chitarra solista (2012-2017), chitarra ritmica (2005-2012)
- Michael Labelle – chitarra ritmica, voce death (2014-2017)
- Kyle Simmons – basso (2014-2017), tastiera, sintetizzatore, programmazione (2005-2017), chitarra ritmica (2012-2014), batteria, percussioni (2016-2017)

### Ex componenti
- Brandon "Rage" Richter – batteria, percussioni (2015-2016)
- Cory La Quay – batteria, percussioni (2005-2015)
- Brian White – basso, voce death (2005-2014)
- Joey Wilson – chitarra solista (2005-2012)
- Jordan Blake – voce (2005-2007, morto in 2023)
- Curtis Daniger – basso (2005)

## Discografia

### Album in studio
- 2008 – Wires... and the Concept of Breathing
- 2009 – Adelphia
- 2011 – Identity on Fire
- 2013 – Rise
- 2015 – ASD

### Album acustici
- 2015 – Rise: Ascension

## Apparizioni in compilation
- 2009 – Warped Tour 2009 Tour Compilation
- 2010 – Punk Goes Classic Rock
- 2011 – Warped Tour 2011 Tour Compilation
- 2011 – Punk Goes Pop 4